# Houda-Imane Faraoun
Houda-Imane Faraoun, también deletreado  Feraoun, es una física argelina y científica de materiales quién ha servido como Ministra de Correo, Comunicación & Tecnología de la Información en el gobierno de Primer ministro argelino Abdelmalek Sellal desde el 1 de mayo de 2015. Es también profesora de física en la Universidad de Tlemcen, un puesto que mantiene desde 2006. Obtuvo un PhD en Física por la Universidad de Sidi Belio Abbès y otro PhD en Ingeniería Mecánica por la Universidad de Tecnología de Belfort-Montbéliard.

## Primeros años
Nació en Sidi Belio Abbès, Argelia en 1979. Obtuvo el bachillerado a los 16 años. En 1999, con 20 años,  recibe el grado (DES) en Física por la Universidad de Sidi Belio Abbès y empezó sus estudios para un doctorado en Física de estado sólidol en la misma institución. Una estudiante determinada, al mismo tiempo perseguía un doctorado en la Universidad de Tecnología de Belfort-Montbéliard en Ingeniería Mecánica. En 2005,  recibe PhDs de ambas universidades.

## Carrera
En 2006, Faraoun fue nombrada Instructora e Investigadora en la Universidad de Tlemecén, una ciudad en Argelia occidental. De 2010-2011,  sirvió como Jefa del Departamento de Física de la materia condensada de la universidad. Mientras enseñaba, Faraoun sirvió como directora general de la Agencia de Argelia para Investigaciones Temáticas, Tecnología & Ciencia (ATRST) de 2012-2015. Sus estudios en la Universidad de Tlemcen se focalizaron en ciencia de materiales y física computacional. En el curso de su carrera, publicó más de cuarenta artículos en revistas científicas internacionales. La más reciente publicación científica, "Determinación de Propiedades Mecánicas de Silicio Poroso con Análisis de Imagen y Elemento Finito," se presentó en la 8.ª Conferencia Internacional en Ciencias de Materiales en diciembre de 2014.
Fue nombrada Ministra de Correo, Comunicación, Tecnología de la Información, por el Primer ministro Abdelmalek Sellal el 1 de mayo de 2015 con un gabinete más grande. Es la ministra más joven en el gabinete argelino actual, y uno de los ministros más jóvenes en la historia del país. Junto con Aïcha Tagabou y Mounia Meslem,  es una de las únicas tres mujeres en el gabinete argelino actual. En 2015, Forbes nombró Faraoun #9 en su lista de las Diez Mujeres árabes Más Potentes en Gobierno.